# A23 (Portugal)
De A23 of Auto-estrada da Beira Interior  is een autosnelweg in Portugal die van Torres Novas naar Guarda loopt. De tolweg is 217 kilometer lang, wat het de op 3 na langste snelweg van Portugal maakt. De bouw van de A23 werd afgerond op 27 juli 2003. De A23 bestaat uit nieuwe stukken snelweg en ombouw van al eerder aangelegde stukken van de IP2 en de IP6.
A1 · 
A2 · 
A3 · 
A4 · 
A5 · 
A6 · 
A7 · 
A8 · 
A9 · 
A10 · 
A11 · 
A12 · 
A13 ·
A13-1 · 
A14 · 
A15 · 
A16 · 
A17 · 
A18 · 
A19 · 
A20 · 
A21 · 
A22 · 
A23 · 
A24 · 
A25 · 
A26 · 
A27 · 
A28 · 
A29 · 
A30 · 
A31 · 
A32 · 
A33 · 
A34 · 
A35 · 
A36 · 
A37 · 
A38 · 
A39 · 
A40 · 
A41 · 
A42 · 
A43 · 
A44 · 
A47 · 
A48 · 
VRI